# نام‌های آمریکا
نامهای متعددی از ایالات متحده آمریکا همچنان استفاده می‌شود. جایگزین‌های رسمی برای نام کامل شامل ایالات متحده، آمریکا، و همچنین حروف اول U.S. و U.S.A. است. نامهای محاوره ای عبارتند از "ایالات"، "U.S. of A" و "کلمبیا".
به‌طور کلی پذیرفته شده‌است که نام «آمریکا» از نام کاوشگر ایتالیایی آمریگو وسپوچی گرفته شده‌است. این اصطلاح به سال ۱۵۰۷ برمی گردد، زمانی که بر روی نقشه جهان که توسط نقشه‌بردار آلمانی مارتین والدسیمولر ساخته شده بود، به افتخار وسپوچی این نام ظاهر شد. نام کامل «ایالات متحده آمریکا» برای اولین بار در طول جنگ انقلاب آمریکا استفاده شد، اگرچه منشأ دقیق آن محل اختلاف است. اتحادیه تازه تأسیس ابتدا «مستعمرات متحد» شناخته می‌شد و اولین استفاده از نام کامل مدرن مربوط به نامه ۲ ژانویه ۱۷۷۶ بود که بین دو افسر نظامی نوشته شده‌است. اصول کنفدراسیون، تهیه شده توسط جان دیکنسون، و اعلامیه استقلال، تهیه شده توسط توماس جفرسون، هر دو حاوی نام «ایالات متحده آمریکا» هستند. این نام به‌طور رسمی توسط دومین کنگره قاره ای در ۹ سپتامبر ۱۷۷۶ تصویب رسید.

## ریشه‌شناسی

### آمریکا
اولین استفاده شناخته شده از نام «آمریکا» مربوط به سال ۱۵۰۵ است، زمانی که شاعر آلمانی ماتیاس رینگمن از آن در شعری دربارهٔ جهان جدید استفاده کرد. این کلمه یک شکل لاتین شده از نام اول کاشف ایتالیایی آمریگو وسپوچی است، که برای اولین بار پیشنهاد کرد که هند غربی کشف شده توسط کریستف کلمب در ۱۴۹۲ بخشی از یک خشکی قبلاً ناشناخته بوده‌است، نه محدوده شرقی آسیا. در ۲۵ آوریل ۱۵۰۷، نقشه Universalis Cosmographia، ایجاد شده توسط نقشه‌بردار آلمانی مارتین والدسیمولر، در کنار این شعر منتشر شد. این نقشه از برچسب "America" برای آنچه امروزه به عنوان آمریکای جنوبی شناخته می‌شود استفاده می‌کند. در سال ۱۵۳۸، گراردوس مرکاتور نقشه‌بردار فلاندری از نام "آمریکاً در نقشه جهان خود استفاده کرد و آن را برای کل نیم‌کره غربی به کار برد.
نظریه‌های جایگزین نشان می‌دهد که «آمریکا» از کوه‌های آمریسک نیکاراگوئه یا از نام خانوادگی تاجر ثروتمند انگلیسی-ولزی ریچارد آمریکه نشأت می‌گیرد.